# Nord e Sud II
Nord e Sud II (North and South, Book II) è una miniserie televisiva americana tratta dal romanzo Amore e guerra di John Jakes e continuazione della miniserie Nord e Sud del 1985. Nel 1994, dal terzo e ultimo romanzo della trilogia di John Jakes è stata realizzata un'altra miniserie TV, Heaven & Hell: North & South, Book III. Nord e Sud II è ambientata da giugno 1861 ad aprile 1865.

## Trama
Sonny e il cugino Charles, ora ufficiali nelle Forze armate confederate, lasciano la piantagione dei Main per andare a combattere in Virginia. Nonostante sia contro la secessione, Sonny diventa generale e aiuto militare di Jefferson Davis nel governo a Richmond, ma, approfittando della sua assenza, Justin rapisce Madeline. La donna viene salvata da Sonny, e la morte di Justin permette alla coppia di sposarsi. Intanto, mentre George affianca il presidente Abraham Lincoln a Washington, suo fratello Stanley subentra nell'acciaieria di famiglia e si fa convincere dalla moglie a usare dell'acciaio di bassa qualità per fabbricare i cannoni, apponendo il nome di George sui documenti nel caso qualcuno dovesse risalire alla provenienza delle armi. Dopo la sanguinosa battaglia di Antietam, Lincoln emana il Proclama di emancipazione, liberando gli schiavi degli stati sudisti, mentre la sorella manipolatrice di Sonny, Ashton, torna alla piantagione. La donna, diventata l'amante di Elkanah Bent, commerciante di beni di lusso illegali, medita vendetta perché il fratello ha rovinato gli affari di Bent, facendo arrestare i suoi uomini e distruggendo la merce: così, minaccia Madeline di rivelare che sua madre era una prostituta nera, a meno che lei non lasci Sonny senza spiegazioni. Madeline cede al ricatto e scappa a Charleston, dove inizia ad aiutare i poveri.
Intanto, dopo essere stato liberato dalla prigione di Libby, George torna a casa, scoprendo gli affari loschi del fratello e della cognata, mentre Ashton infine confessa ciò che ha fatto a Madeline, portando il fratello a diseredarla e il marito James Huntoon a lasciarla per la sua relazione con Bent. Ad aprile del 1865, la guerra finisce con la vittoria del nord. Durante la battaglia finale a Petersburg, Sonny viene ferito: quando viene raggiunto da George, apprende della morte di Lincoln e, una volta trovata Madeline, che hanno avuto un figlio. Anche Charles è diventato padre di un maschio, ma l'amata Augusta è morta durante il parto. Mentre i Main si apprestano a tornare a casa, Salem Jones, il brutale sovrintendente della piantagione licenziato da Sonny tempo prima, unisce le forze con uno degli schiavi liberati, Cuffey, e attacca la piantagione per rubare tutto il possibile, uccidere la famiglia e bruciare la casa. Durante l'assalto, la madre di Sonny muore, ma anche gli stessi Cuffey e Jones, e George accetta di aiutare Sonny a risollevare l'impresa di famiglia riaprendo il cotonificio.